# Saint-Aubin-de-Bonneval
Saint-Aubin-de-Bonneval ist eine französische Gemeinde mit 131 Einwohnern (Stand: 1. Januar 2022) im Département Orne in der Region Normandie. Sie gehört zum Arrondissement Mortagne-au-Perche und zum Kanton Vimoutiers.
Nachbargemeinden sind Livarot-Pays-d’Auge im Nordwesten, La Folletière-Abenon im Nordosten, Saint-Germain-d’Aunay im Südosten, Le Bosc-Renoult im Süden und Avernes-Saint-Gourgon im Westen.

## Bevölkerungsentwicklung
| Jahr      | 1962 | 1968 | 1975 | 1982 | 1990 | 1999 | 2008 | 2015 |
| --------- | ---- | ---- | ---- | ---- | ---- | ---- | ---- | ---- |
| Einwohner | 228  | 258  | 216  | 203  | 150  | 149  | 160  | 143  |